# Großbohrlochsprengung

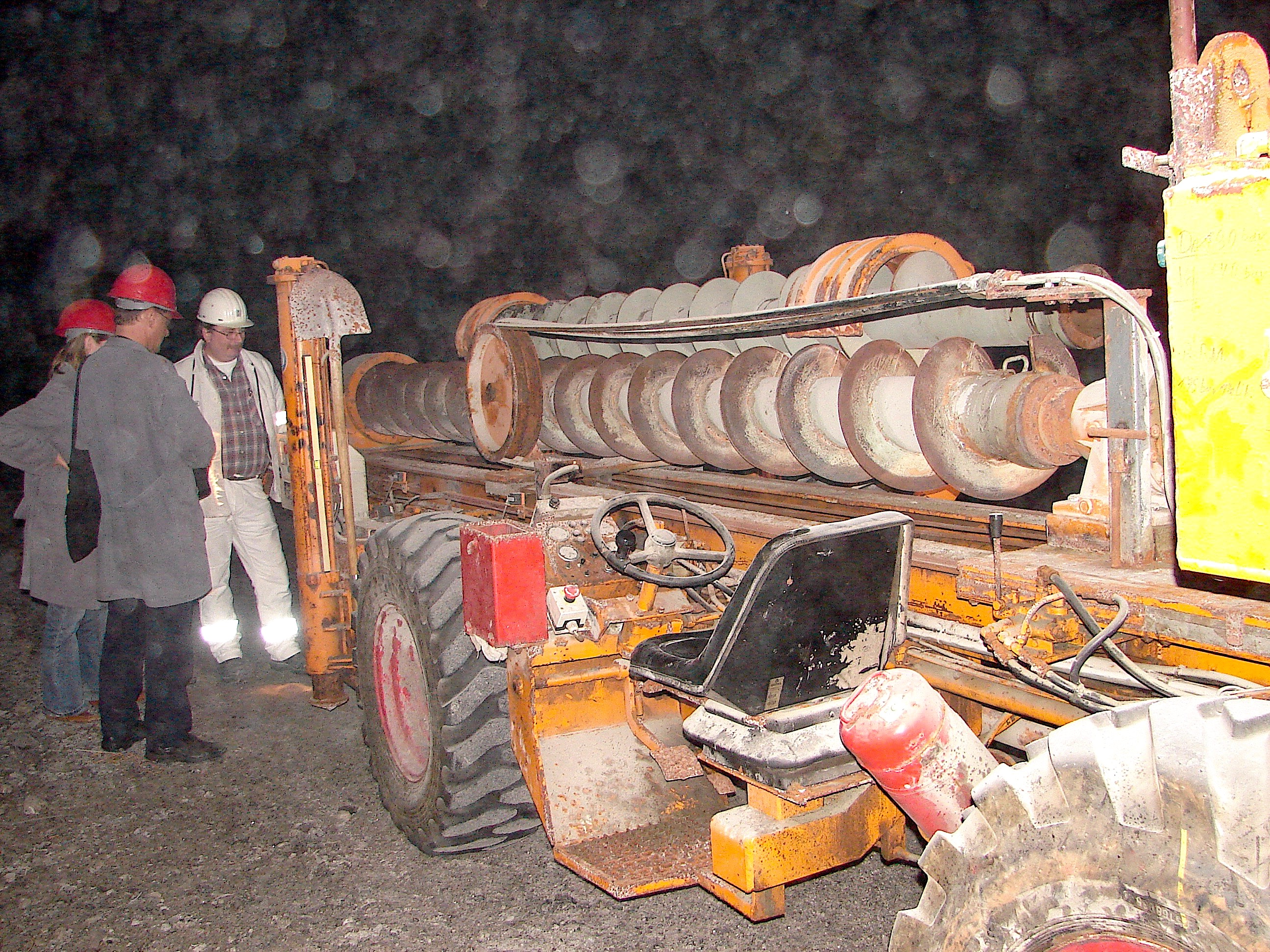
Großbohrwagen für Bohrlochsprengung im Salzbergwerk Stetten (2006)

Großbohrlochsprengungen sind Bohrlochsprengungen in Bohrlöchern von mehr als 12 m Länge und mit Durchmessern über 50 mm. Sie werden in der technischen Gesteinsgewinnung, z. B. in Steinbrüchen und auch im Kali- bzw. Steinsalzbergbau eingesetzt. Sprengungen in Tiefbohrlöchern zählen nicht zu den Großbohrlochsprengungen.
Der Sprengberechtigte benötigt für Großbohrlochsprengungen einen speziellen Lehrgang und den Eintrag der Berechtigung im Befähigungsschein.

## Durchführung
Zunächst werden die Bohrlöcher mit einem Durchmesser bis zu 20 cm durch Bohrwagen gebohrt. Danach wird Sprengstoff in das Bohrloch eingebracht und dieser anschließend gezündet. Es werden pulverförmige Sprengstoffe auf ANC-Basis, Sprengschlämme mit Schlagpatronen aus Emulsionssprengstoff oder Gelatinöse Sprengstoffe mit Sprengschnur eingesetzt.
Bei Großbohrlochsprengungen in Steinbrüchen werden meist mehrere hundert Kilogramm Sprengstoff in einem Zündgang eingesetzt und damit mehrere tausend Kubikmeter Gestein gelockert und zerkleinert. Ziel ist es, eine gute Stückigkeit des Haufwerks zu erreichen, um eine maschinelle Weiterverarbeitung zu gewährleisten.